# 細川護立

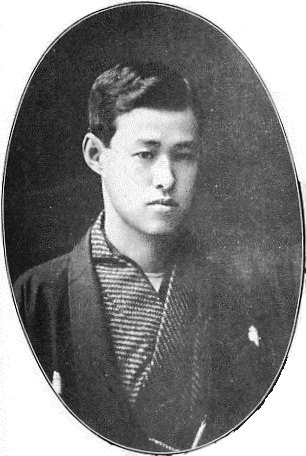
細川護立（1913年頃）

細川 護立（ほそかわ もりたつ、1883年〈明治16年〉10月21日 - 1970年〈昭和45年〉11月18日）は、日本の宮内官僚、政治家。位階は従二位。勲等は勲一等。爵位は侯爵。号は晴川。
貴族院議員、財団法人日本美術刀剣保存協会会長（初代）、財団法人東洋文庫理事長（第7代）などを歴任した。

## 概要
旧肥後熊本藩細川家の第16代当主である。爵位は男爵であり、のちに侯爵となって貴族院議員も務めた。また熊本市名誉市民の称号もある。
青少年期は体が弱くて20歳までしか生きられないと周囲から言われ、美術や書画、刀剣に興味を示して能力を開花。第二次世界大戦後、文部省国宝保存会会長、日本美術刀剣保存協会会長、東洋文庫理事長などに就き、芸術に造詣が深く、美術品収集で著名となった。「美術の殿様」と呼ばれたが浪費家としても有名であり、借金をしてまでも日本画や刀剣類などを買い求めた。また英国紳士ばりのハイカラでもあり、文京区目白台や長野県軽井沢に瀟洒な洋館を建て、パッカード、モーリス、オースチン、スチュードベーカーなどの外国車を乗り回し、ゴルフも好んだ。また若き日は『白樺』発足の際の同人で志賀直哉や武者小路実篤に加え、梅原龍三郎や安井曾太郎といった芸術家たちのパトロンとしても知られた。
1970年11月18日、急性肺炎のため東京都文京区の自宅にて死去。87歳。告別式は同月25日、青山葬儀所にて行われた。

## 来歴

### 生い立ち
細川家第15代当主・細川護久の四男として東京府東京市小石川区高田老松町（現在の東京都文京区目白台）に生まれる。母の宏子は佐賀藩主・鍋島直正の五女。学習院在学中、1898年9月16日、護立の実兄で1896年に分家していた細川護晃の養子として細川男爵家の家督を相続した。1906年7月、学習院高等学科を卒業。東京帝国大学を中退後、1914年10月7日、実兄である細川護成の死去にともない、細川侯爵家の家督を相続し細川男爵家を廃家とした。同年10月26日、侯爵を襲爵するとともに貴族院侯爵議員に就任した。以降、華族制度廃止以降も隠居はせず、息子に侯爵位を譲ることも無かった。その後、宮内省の内部部局である宗秩寮にて、審議官などを務めた。

### 文化財保護
1936年、目白台に江戸時代から伝わる細川家下屋敷の、7000坪に及ぶ地所に自邸を再建した。この建物は美術的価値が高く、今日、財団法人和敬塾本館として使用されている。1948年には、日本刀の保護を目的に日本美術刀剣保存協会を設立し、初代会長に就任した。また、1950年には、細川家伝来の美術品や古文書を保存する目的で、永青文庫を設立した。さらに、1951年から、幣原喜重郎の後任として、東洋文庫の理事長も務めた。

### 相撲界との関係
相撲界との関わり合いも深かった。戦前から戦後の一時期、細川家の高田老松町の邸宅内で横綱の仮免許状の授与式（本免状授与式は別途、熊本の吉田司家で行われた）および新横綱としての初の土俵入りが行われていた。同邸宅内で免許状の授与式、初土俵入りを行った横綱は武蔵山、男女ノ川、双葉山、羽黒山、安芸ノ海、	照国、前田山の7人。

## 栄典
- 1903年（明治36年）10月30日 - 従五位[9]
- 1909年（明治42年）11月20日 - 正五位[10]
- 1915年（大正4年）
  - 10月19日 - 銀杯一個[11]
  - 11月10日 - 大礼記念章（大正）[12]
  - 11月25日 - 木杯一組[13]
- 1916年（大正5年）
  - 3月16日 - 銀杯一個[14]
  - 4月1日 - 勲四等瑞宝章[15]
  - 12月26日 - 木杯一組[16]
- 1917年（大正6年）2月7日 - 木杯一組[17]
- 1918年（大正7年）
  - 1月9日 - 木杯一組[18]
  - 4月6日 - 木杯一組[19]
  - 7月9日 - 木杯一組[20]
  - 9月19日 - 木杯一組[21]
  - 10月30日 - 従四位[22]
- 1920年（大正9年）
  - 1月28日 - 銀杯一組[23]
  - 11月1日 - 金杯一個[24]
- 1921年（大正10年）7月1日 - 第一回国勢調査記念章[25]
- 1923年（大正12年）
  - 6月9日 - 紺綬褒章[26]
  - 11月10日 - 正四位[27]
- 1924年（大正13年）5月31日 - 勲三等瑞宝章[28]
- 1927年（昭和2年）11月19日 - 紺綬褒章飾版[29]
- 1928年（昭和3年）11月10日 - 金杯一個[30]
- 1929年（昭和4年）
  - 1月26日 - 紺綬褒章飾版[31]
  - 10月23日 - 紺綬褒章飾版[32]
  - 11月15日 - 従三位[33]
- 1931年（昭和6年）5月1日 - 帝都復興記念章[34]
- 1934年（昭和9年）4月29日 - 旭日中綬章[35]
- 1936年（昭和11年）12月1日 - 正三位[36]
- 1940年（昭和15年）
  - 6月10日 - 勲二等瑞宝章[37]
  - 8月8日 - 紺綬褒章飾版[38]
  - 8月15日 - 紀元二千六百年祝典記念章[39]
  - 11月29日 - 木杯一個[40]
- 1970年（昭和45年）11月18日 - 勲一等瑞宝章[41]

外国勲章佩用允許
- 1931年（昭和6年）12月24日 - フランス共和国：レジオンドヌール勲章コンマンドール[42]
- 1935年（昭和10年）9月21日 - 満洲帝国：満洲帝国皇帝訪日紀念章[43]
- 1939年（昭和14年）12月27日 - ドイツ国：ドイツ鷲勲章功労十字星章[44]

## 家族・親族
夫人は池田詮政の長女・博子、子は一男三女。長男が近衞文麿の下で内閣総理大臣秘書官を務め、父同様に美術愛好家として知られた細川護貞。内閣総理大臣などを務めた細川護熙と、近衞家当主の近衞忠煇、表千家の千宗左（14代）夫人・明子は護貞の子で、護立の孫にあたる。長女・敏子は葛城茂麿夫人。徳川宗家第18代当主である徳川恒孝の夫人・幸子は外孫の一人。鍋島直大は伯父、津軽承昭は叔父にあたる。堀田正恒は従兄弟。
実姉の悦子は公爵の一条実輝に、義妹の英子（護成の娘、実の姪）は男爵の長岡護孝（長岡護美の子、いとこにあたる）に嫁した。

## 関連文献
- 『美に生きた細川護立の眼』 細川護熙編（求龍堂、2010年6月）- 第2章に護立自身の「美術随想」。
- 『細川家の700年　永青文庫の至宝』 芸術新潮編集部編（とんぼの本・新潮社、2008年）
- 『図録　細川家の至宝 珠玉の永青文庫コレクション』- 東京国立博物館で2010年春開催。
- 『図録　細川護立コレクション名品展』- 熊本県立美術館、1990年